# ملكة جمال الدولية 2014
ملكة جمال الدولية 2014، هي نسخة مسابقة ملكة جمال الدولية الرابعة والخمسين في تاريخ مسابقة ملكة جمال الدولية منذ انطلاقتها عام 1960، التي نظمتها الرابطة الثقافية الدولية والتي عقدت في 11 نوفمبر 2014 في فندق غراند برينس تاكاناوا في طوكيو، اليابان. استضاف المسابقة تيتسويا بيسو، شهدت هذا العام مشاركة 73 متسابقة من أنحاء العالم، في نهاية المسابقة توجت فاليري هيرنانديز من بورتوريكو من قبل ملكة جمال الدولية السابقة بيا سانتياغو من الفلبين. احتفلت السيدة هيرناديز بفوزها على بقية الخمسة الأوائل. صاحبة المركز الثاني، زوليكا سواريز من كولومبيا، وصيفة الوصيفة الثانية بونيكا كولسونونتورنروت من تايلاند، وصيفة الوصيفة الثالثة فيكتوريا توبي من المملكة المتحدة، وصيفة الوصيفة الرابعة ميلا رومبانين من فنلندا.

عن حجم المسؤولية الملقة على عاتقها صرحت هرنانديز قائلة "
| ملكة جمال الدولية 2014 | بالتفكير في لقب ملكة جمال الدولية ، أعتقد أنه ليس مجرد تتويج ، إنه ليس مجرد لقب ، انها واحدة من أصعب المسؤوليات، كملكة جمال دولية ، أريد أن أرسل رسالة حب وسلام ووحدة. | ملكة جمال الدولية 2014 |

## النتائج

### المراكز النهائية
| النتائج النهائية       | المتنافسة |
| ---------------------- | --- |
| ملكة جمال الدولية 2014 | - بورتوريكو - فاليري هيرنانديز |
| الوصيفة الأولى         | - كولومبيا - زوليكا سواريز |
| الوصيفة الثانية        | - تايلاند - بونيكا كولسونونتورنروت |
| الوصيفة الثالثة        | - المملكة المتحدة - فيكتوريا توبي |
| الوصيفة الرابعة        | - فنلندا - ميلا رومبانين |
| أفضل 10                | - الأرجنتين - جوزيفينا خوسيه هيريرو - البرازيل - دييس بينيسيو - إندونيسيا - إلفين بيرتيوي رابا - المكسيك - فياني فاسكويز - بنما - أيلين بيرنال |

### جوائز خاصة
| الجائزة                 | المتسابقة                        |
| ----------------------- | -------------------------------- |
| ملكة جمال الصداقة       | - كولومبيا - زوليكا سواريز       |
| الأفضل في اللبس         | - كولومبيا - زوليكا سواريز       |
| ملكة جمال الإنترنت      | - الهند - جاتاليكا مالهوترا      |
| أفضل زي وطني            | - إندونيسيا - إلفين بيرتيوي رابا |
| ملكة جمال الجسم المثالي | - فرنسا - أوريان سيناكولا        |

## الروابط الخارجية
- موقع ملكة جمال الدولية الرسمي